# Alaprajz
Az alaprajz a tervrajzok, azon belül az épülettervrajzok, illetve a területtervrajzok egy fajtája. Látható rajta minden közlekedési útvonal, bútor, fal, ajtó, ablak stb., ami az adott területen (épületben) található. A pontos alaprajz méretarányos. Alaprajz leggyakrabban házakról (helységekről), kertekről, parkokról, esetleg nagyobb méretű járművekről készül. Az alaprajzokon általában találhatók kiegészítő jelölések. Pl. az adott helyiség területe négyzetméterben kifejezve, az adott helyiség belmagassága stb. Alaprajz készíthető kézzel, illetve számítógéppel is. Régen csak kézzel készült. Az alaprajzok egy fajtája a térkép.

## Példák

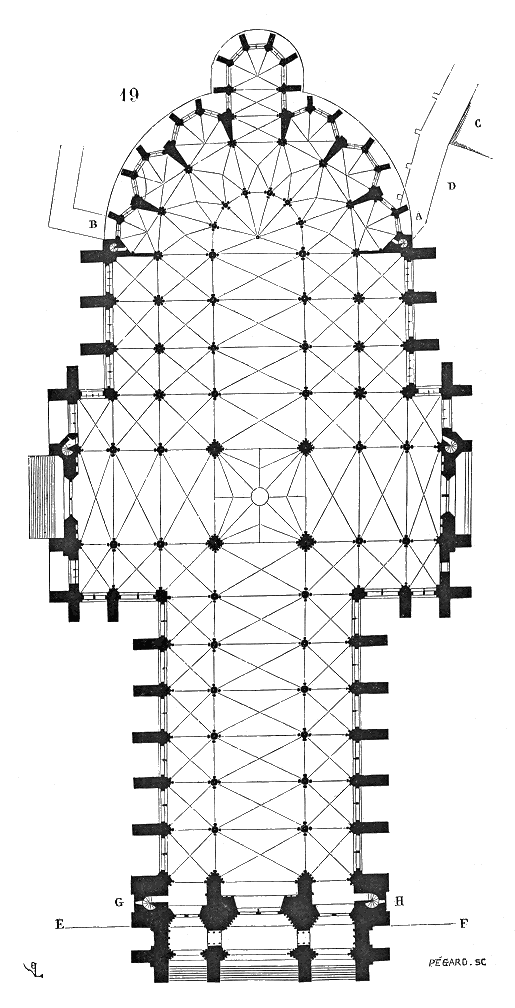
Amiensi katedrális
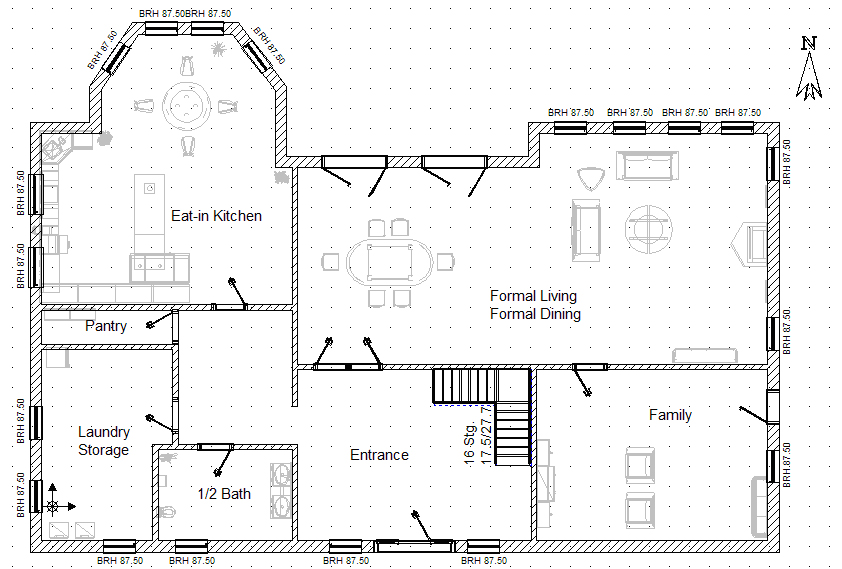
Családi ház
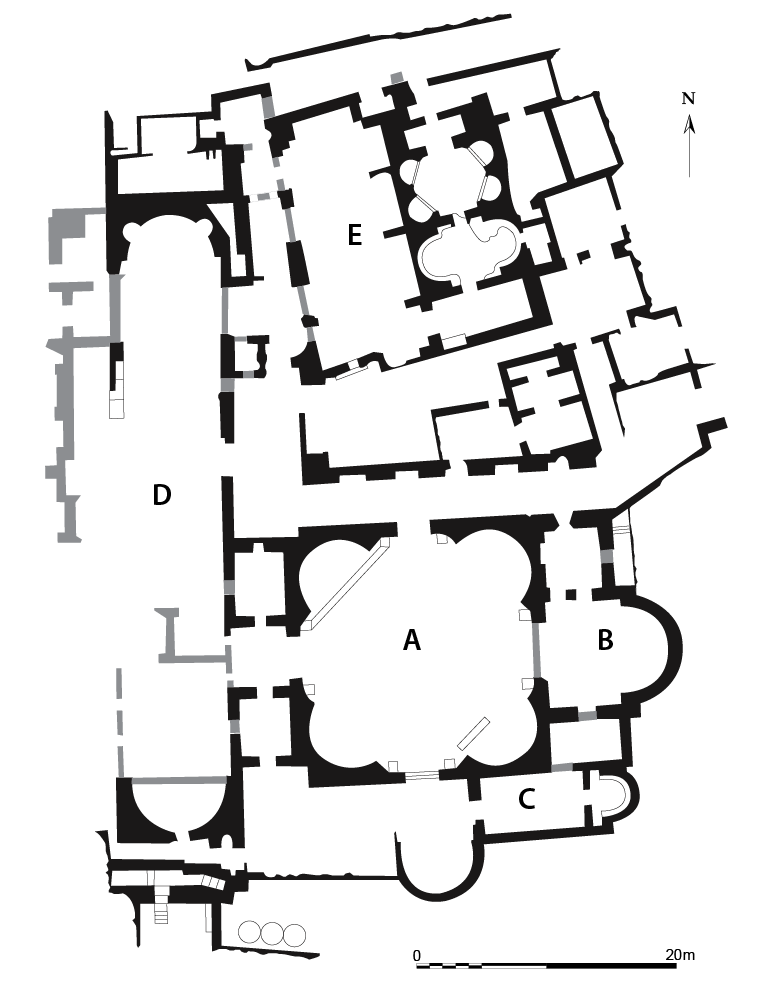
Bizánci palota, Epheszosz
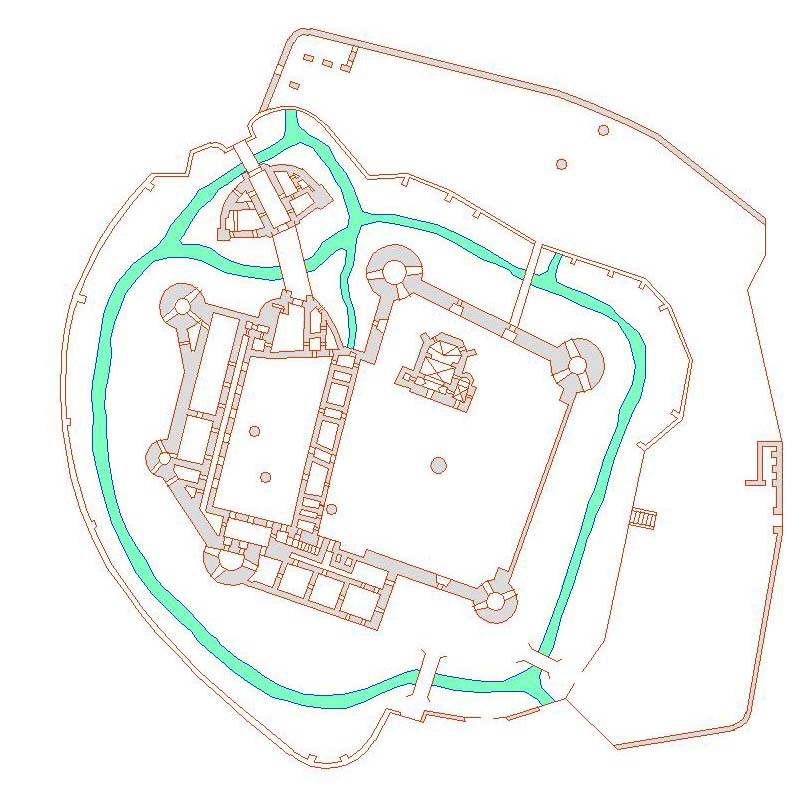
Kaboldi vár